# Myrmecina rugosa
Myrmecina rugosa är en myrart som beskrevs av Auguste-Henri Forel 1902. Myrmecina rugosa ingår i släktet Myrmecina och familjen myror. Inga underarter finns listade i Catalogue of Life.